# Лакс, Гэвин
Гэвин Томас Лакс (англ. Gavin Thomas Lux; род. 23 ноября 1997, Кеноша, Висконсин) — американский бейсболист, игрок второй базы и шортстоп клуба Главной лиги бейсбола «Лос-Анджелес Доджерс». На драфте Главной лиги бейсбола 2016 года был выбран в первом раунде под общим двадцатым номером.

## Карьера
Гэвин Лакс родился 23 ноября 1997 года в Кеноше в штате Висконсин. Его дядя Огаст Шмидт был профессиональным бейсболистом, а затем работал тренером в колледже Картейдж. В интервью Лакс называл его своим наставником. Он учился в школе Индиан Трейл, затем планировал поступать в университет штата Аризона. В выпускной год он сыграл за школьную команду 26 матчей, в которых отбивал с показателем 53,1 % и украл 26 баз. На драфте 2016 года он был выбран «Лос-Анджелес Доджерс» в первом раунде под общим двадцатым номером. В июне Лакс заключил с клубом контракт, сумма подписного бонуса составила 2,317 млн долларов.
В сезоне 2016 года Лакс суммарно сыграл 56 матчей за фарм-клуб «Доджерс» в Аризонской лиге для новичков и «Огден Рэпторз» в Лиге пионеров. Перед началом следующего чемпионата он занял четырнадцатое место среди шортстопов младших лиг по версии журнала Baseball America. Сезон 2017 года сложился для него не лучшим образом. Лакс провёл его в «Грей-Лейк Лунс» в Лиге Среднего Запада. В играх за команду его эффективность на бите составила 24,4 %. Он показал некоторый потенциал для развития в силового отбивающего, но допускал много ошибок в защите, главным образом неточных бросков на базы. В 2018 году Лакс улучшил свою игру. Сезон он начал в «Ранчо-Кукамонга Куэйкс», а по его ходу был переведён в лигу уровнем выше, где играл за «Талсу Дриллерс». Его проблемы с бросками сохранялись, но проявлялись в меньшей степени. В сезоне 2019 года он продвинулся до уровня ААА-лиги, где играл за «Оклахому-Сити Доджерс». По итогам сезона журнал Baseball America признал Лакса игроком года в младших лигах.
В Главной лиге бейсбола Лакс дебютировал за «Доджерс» в сентябре 2019 года. Позиция шортстопа в команде была занята Кори Сигером и тренеры перевели его на вторую базу. До конца сезона он успел сыграть в 23 матчах, в которых отбивал с показателем 24,0 %, выбил два хоум-рана и набрал девять RBI. Ещё четыре игры Лакс провёл в Дивизионной серии Национальной лиги против «Вашингтон Нэшионалс». В этих матчах он реализовал два выхода на биту из девяти и выбил один хоум-ран. В сокращённом из-за пандемии COVID-19 сезоне 2020 года Лакс сыграл за клуб в 19 матчах регулярного чемпионата, его показатель отбивания составил 17,5 %. Он также выходил на поле в победной Дивизионной серии плей-офф против «Сан-Диего Падрес», а в заявку «Доджерс» на Мировую серию включён не был. В 2021 году Лакс испытывал проблемы со здоровьем и некоторое время провёл в фарм-системе клуба, набирая форму. Он провёл 102 игры с эффективностью отбивания 24,2 %, в концовке регулярного чемпионата показатель составлял 36,0 %, внушая оптимизм по поводу будущего игрока в команде.
В сезоне 2022 года Лакс был основным вторым базовым команды, несколько матчей он провёл на позиции левого аутфилдера. Он сыграл в 129 матчах, отбивая с результатом 27,6 %, и стал лидером Национальной лиги по количеству выбитых триплов. В последующее межсезонье тренерский штаб «Доджерс» рассматривал его как основного претендента на позицию шортстопа, освободившуюся после ухода Трея Тернера, но в феврале 2023 года на сборах Лакс получил разрыв крестообразных связок колена. Из-за травмы он полностью пропустил сезон 2023 года.